# Лучано Федерічі
Лучано Федерічі (італ. Luciano Federici, 16 травня 1938, Каррара — 18 березня 2020, Каррара) — італійський футболіст, що грав на позиції захисника.

## Ігрова кар'єра
Народився 16 травня 1938 року в місті Каррара. Вихованець футбольної школи місцевого клубу «Каррарезе». Дорослу футбольну кар'єру розпочав 1955 року в основній команді того ж клубу, в якій протягом трьох сезонів взяв участь у 18 матчах чемпіонату.
1958 року перейшов до «Козенци», за три роки допоміг команді підвищитися в класі до Серії B.
1963 року повернувся до виступів у третьому дивізіоні, де його новим клубом стала «Піза». 1965 року підвищився до другого дивізіону і з цією командою. А за результатами сезону 1967/68, в якому Федерічі провів 24 гри в чемпіонаті, «Піза» уперше в своїй історії здобула право виступів у Серії A. У сезоні 1968/69 дебютував у найвищому італійському дивізіоні, провівши в ньому 15 ігор, після чого у 31-річному віці завершив ігрову кар'єру.
Помер 18 березня 2020 року на 82-му році життя у місті Каррара від ускладнень, пов'язаних з коронавірусною хворобою COVID-19.